# 明拉艾
明拉艾（發音：[mɪ́ɴ l̥a̰ ŋɛ̀]；1418年—1425年），旧譯彌羅尼，他是緬甸阿瓦王朝君主，1425年8月至11月間在位。明拉艾是前任國王底哈都與紹敏拉的兒子。1425年8月，底哈都死於錫箔詔法的伏擊，伏擊是由王妃信菩彌策劃的，她將年僅七歲的明拉艾扶上王位，三個月後她毒殺明拉艾，改立其情人格礼杰当纽為王。